# 1112

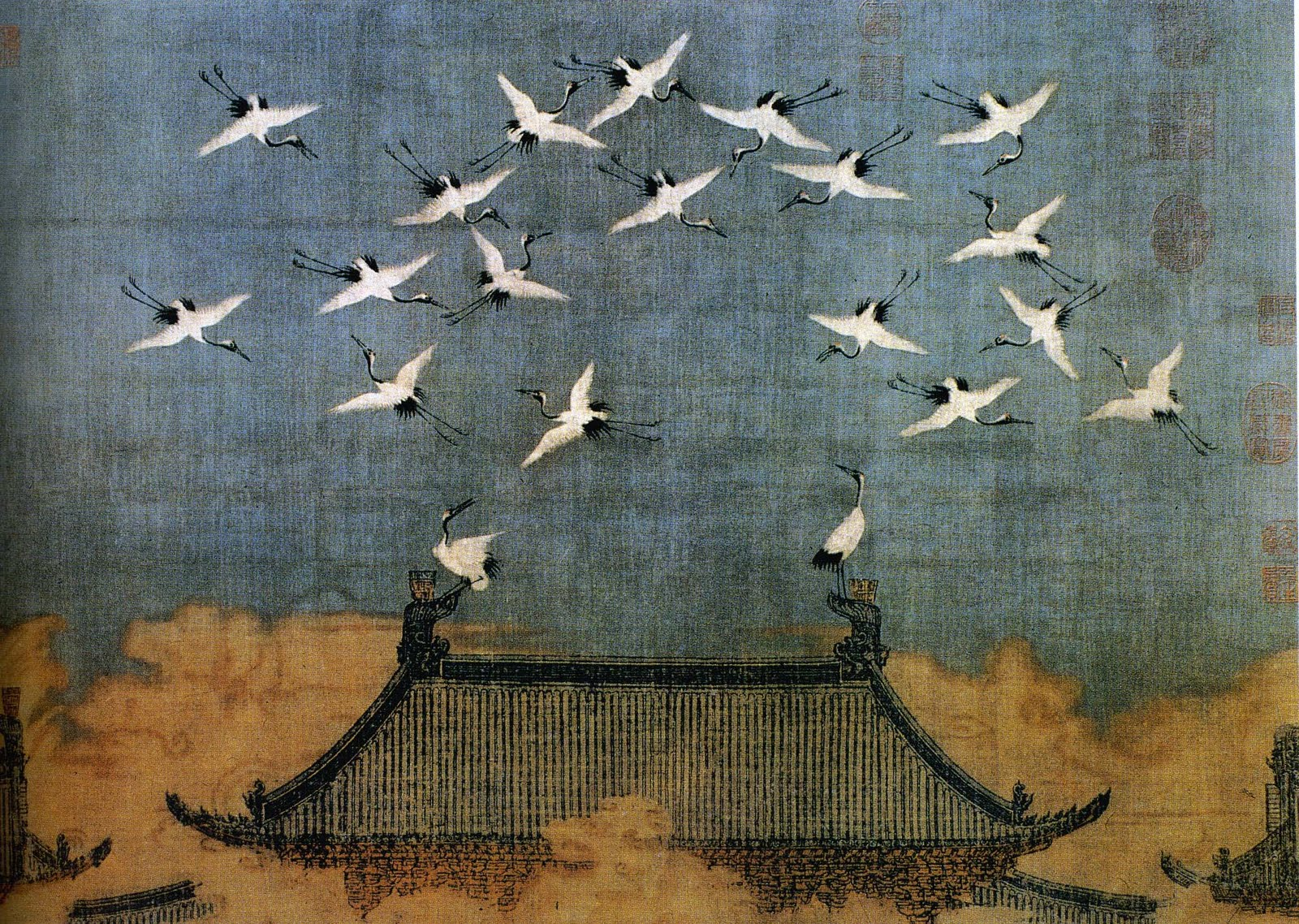
Een vlucht kraanvogels bezoekt het keizerlijke hof van de Song-dynastie; dit wordt gezien als een goed voorteken. Keizer Huizong vereeuwigt de gelegenheid met een gedicht, en hij of iemand aan zijn hof maakt deze schildering

Het jaar 1112 is het 12e jaar in de 12e eeuw volgens de christelijke jaartelling.

## Gebeurtenissen
- Willem Clito, de zoon van Robert Curthose, vlucht voor Hendrik I van Engeland naar Boudewijn VII in Vlaanderen.
- Na een stormvloed in het vorige jaar worden de kaden van Cadzand opgehoogd tot dijken van 3,5 meter hoog.
- Burggraaf Richard III van Millau en Rodez benoemt zichzelf tot graaf van Rodez.
- Voor het eerst genoemd: Everberg, Maizeret, Pollare, Rossem

## Opvolging
- Antiochië (regent voor Bohemund II) - Tancred opgevolgd door zijn neef Rogier van Salerno
- Bretagne - Alan IV opgevolgd door zijn zoon Conan III
- Galilea - Tancred opgevolgd door Jocelin van Courtenay
- patriarch van Jeruzalem (Latijns) - Ghibbelin van Arles opgevolgd door Arnulf van Chocques
- Marche - Odo I opgevolgd door zijn nicht Almodis en haar echtgenoot Rogier van Montgomery
- Portugal - Hendrik van Bourgondië opgevolgd door zijn zoon Alfons I
- Provence - Gerberga opgevolgd door haar dochter Dulcia en dier echtgenoot Raymond Berengarius III van Barcelona
- Tripoli - Bertrand van Toulouse opgevolgd door zijn zoon Pons
- Weimar-Orlamünde - Ulrich II opgevolgd door Siegfried I, paltsgraaf aan de Rijn

## Geboren
- Garcia IV, koning van Navarra (1134-1150)
- Willem van Ballenstedt, graaf van Weimar-Orlamünde en paltsgraaf aan de Rijn

## Overleden
- 15 maart - Lutold, hertog van Moravië-Znaim
- 21 april - Bertrand van Toulouse, graaf van Toulouse, Rouergue en Tripoli
- 13 mei - Ulrich II (~47), graaf van Weimar en markgraaf van Istrië
- 16 mei - Burchard van Lechsgemünd, bisschop van Utrecht
- 5 oktober - Sigisbert van Gembloers (~82), Zuid-Nederlands kroniekschrijver
- 3 november - Anna Vsevolodovna, Russisch prinses en abdis
- 5 of 12 december - Tancred (40), prins van Galilea en prins-regent van Antiochië
- Hendrik van Bourgondië (1066-1112), graaf van Portugal (1096-1112)
- Odo I, graaf van La Marche (jaartal bij benadering)